# Joris Carolus

Carte de l'Islande par Joris Carolus (1638)

Joris Carolus (Enkhuizen, v.1566-Amsterdam (?), v.1636), est un explorateur et cartographe hollandais.

## Biographie
Il perd une jambe lors du Siège d'Ostende (1601-1604) mais devient malgré tout pilote dans la marine d'Enkhuyzen.
En 1614, il prétend avoir atteint 83° de latitude Nord, ce qui semble peu probable. Il découvre lors de ce voyage l'île Jan Mayen et Edgeøya et réalise une carte du Spitzberg.
Il participe aussi, en 1615, à une expédition dans le détroit de Davis qu'il cartographie et, en 1617, effectue un dernier voyage polaire, assurant avoir trouvé deux nouvelles îles qu'ils nomment New Holland et Opdams à l'est de l'Islande.
À son retour, il s’installe à Amsterdam comme professeur de navigation et publie un ouvrage de cartographie. Il y finit vraisemblablement sa vie.